# 政治診療室
在英國和愛爾蘭的政治內，政治診療室（Political surgery）、選區診療室（constituency surgery）等等是指國會議員或其他政治人物 ，與所屬選區選民舉行的一對一面談會議。此稱呼是源自於英式英文內的「Surgery」，可以解作普通科醫生會診的診所，而當選民與議員一對一會面詳盡討論所屬選區的問題時，情況就像醫生在診所同病人會診一樣，所以因而得名。